# مارتین تایلر
مارتین تایلر (به انگلیسی: Martin Tyler، زاده ۱۴ سپتامبر ۱۹۴۵ در چستر) گزارشگر فوتبال اهل انگلستان است.
در سال ۲۰۰۳ پس از رای‌گیری از بین طرفداران فوتبال، مارتین تایلر به عنوان برترین گزارشگر یک دهه فوتبال از سال ۱۹۹۳ تا ۲۰۰۳ انتخاب شد.
وی پس از فارغ‌التحصیلی از دانشگاه انگلستان در تکمیل کتاب کاوندیچ کمک کرد.
وی همچنین گزارشگر سری بازی های ویدئویی فیفا نیز هست و به همین دلیل در بین علاقه‌مندان بسیار شناخته شده و محبوب است.
وی آرسنال بدون شکست در فصل 2004-2003 را بهترین تیم معرفی کرده و معتقد است هواداران فوتبال،در عمرشان دیگر تیمی که در کل فصل لیگ برتر انگلستان بدون شکست بماند را نخواهند دید.